# Eco de Reus
Eco de Reus va ser una publicació bisetmanal reusenca fundada per Jaume Ardèvol per defensar la Constitució de Càdis i la monarquia constitucional que sortí del 16 d'abril al 14 de maig de 1814. Porta el lema: "Año 7o. de la regeneración española, y 3o. de la Constitución".

## Història
El 27 de març de 1814 el Periódico Político y Mercantil de la Villa de Reus, també dirigit per Ardèvol, anuncia que en sortirà un altre "muy en breve, cuyo primer objeto será hacer conocer al pueblo las discusiones y decretos del Soberano Congreso y la marcha del pueblo español acia [sic] la prosperidad nacional. Este periódico se denominará el Eco". El 15 d'abril se'n publicà un prospecte en el qual es justificava la seva aparició al·legant la llibertat d'impremta i avisant que "en el Eco se publicarán artículos comunicados, y discursos relativos al bien general de la nación" i que defensaria per sobre de tot la Constitució.
La Constitució serà, com ja s'anunciava, el tema constant de la revista, des del seu primer número fins al darrer. El contingut dels articles explica en termes senzills el llenguatge polític i defensa la convicció que el Rei jurarà la Constitució i no retornarà a l'absolutisme, ja que si ho fes, "[podría] imponer entre el trono y el pueblo […] una distancia inmensa, convirtiendo la autoridad paternal del rey en un tirano exacrable".

## Continguts
Polemitzà sistemàticament amb El Centinela de la Patria en Reus, imprès a Tarragona, dirigit pel Pare Rius, franciscà, i pel dominic reusenc Tomàs Gatell, i que defensava les postures més reaccionàries de l'absolutisme. La finalitat de l'Eco era mantenir l'esperança en la pervivència de la Constitució i intentar influir en l'opinió pública de la necessitat de la llibertat per a poder garantir el progrés i la reconstrucció del país després de la guerra del francès. Els articles anaven sempre signats amb pseudònims: "El Labrador", "Un oficial del ejército"... o amb inicials: B.F. y J., D.S.A. Tenia diversos apartats: "Constitución", "Notícias nacionales", Noticias extrangeras", "Córtes" i publicava també poemes patriòtics. Segons l'historiador reusenc Andreu de Bofarull els redactors principals foren Jaume Ardèvol i mossèn Marraco, rector de Vila-seca. També hi publicà Marià Fonts, segons el biògraf Josep Olesti, que va ser alcalde de Reus el 1820, a l'inici del Trienni liberal.

## Aspectes tècnics
Publicat en mida foli a dues columnes, sortia dos cops per setmana i s'imprimia per Joaquim Artigas a la Imprenta de los Amigos de la Constitución. La capçalera era tipogràfica.

## Localització
- Es conserva a la Biblioteca Central Xavier Amorós de Reus[7]
- Es conserva a l'Hemeroteca Caixa Tarragona[8]